# Джангурица
Джангу̀рица е хоро в размер 9/8 с удължен четвърти дял. Играе се в селищата по поречието на река Струма.
Хорото се играе смесено, като ръцете са свити в лактите и се люлеят напред-назад. Придвижва се обратно на часовниковата стрелка, а танцовата фигура се разгръща в два такта.